# Muzema
Muzema é uma favela não oficial, oficialmente parte do Itanhangá, no Rio de Janeiro, Brasil. Por vezes é descrito como uma favela.
A Muzema engloba outras comunidades menores, tais como Muzema propriamente, Angu Duro, Morro do Sossego, Morro Dona Dalva, estrada do bicao, Regata e Cambalacho, jardim Europa, talismã, figueiras etc.

## História
A Muzema já era descrita na obra ficcional de Stanislaw Ponte Preta, Febeapá - O Festival de Besteira que Assola o País, como "um bairrozinho pequeno e pacato, ali pelas bandas da Barra da Tijuca", e pertencente à jurisdição da 32ª Delegacia Distrital.
Em 31 de janeiro de 1982 foi criada a primeira associação de moradores, na área da Muzema propriamente dita, com apoio da Dona lurdes e dona rosa. Em 2016, uma reportagem do jornal O Globo já denunciava uma série de construções irregulares no bairro, notadamente algumas até mesmo em áreas de proteção ambiental.
A comunidade é uma área dominada pela milícia e ficou conhecida por graves desabamentos de dois prédios, ocorridos em 12 de abril de 2019, que deixaram vários mortos e feridos.Desde os últimos anos a região enfrenta intensos tiroteios provocados pela disputa da exploração do território pela milícia e das facções criminosas. A muzema era um bairro pacato cheio de vegetação e árvores frutíferas jaca, carambola, jambo, manga, cana, cacau, existia muita criação de suínos, aves e gado; plantações de aipim, batata doce, inhame. Existia 5 afluentes e 2 rios sendo estes rio Muzema e Mário pinotti.Os antigos colonizadores eram os pescadores, família Rondon e família Rosa, após foram os português Vasco, brilhante e Armando. Um dos comércio mais próspero desta região foi o armazém do Sr Manuel, rancho das fantas e rancho Alegre. Também existiu a Marmoraria e serraria do Sr Abraão. A primeira Igreja fundação foi pelo pastor Pompeu 15 de abril de1947 admuzema e a segunda em 05 de junho 1985 igreja católica Nossa Senhora das graças.